# Grapevine Peak
Grapevine Peak je s nadmořskou výškou 2 663 m nejvyšší horou pohoří Grapevine Mountains a pohoří Amargosa Range.
Hora leží na jihu Nevady, na hranicích s jihovýchodní Kalifornií, v kraji Nye County.
Vrchol hory leží v Nevadě, západní část hory však zasahuje do Inyo County, na území Kalifornie. Grapevine Peak se nachází v severní části Národního parku Death Valley.